# الانتخابات العامة في جنوب إفريقيا 1994
الانتخابات العامة في جنوب أفريقيا 1994 هي أول انتخابات تجرى في جنوب أفريقيا متعددة أعلنت انتهاء نظام الفصل العنصري. وقد أجريت الانتخابات تحت إشراف اللجنة الانتخابية المستقلة (Independent Electoral Commission : IEC).
انتظر الملايين في طوابير على مدى فترة التصويت التي دامت ثلاثة أيام. احصي 19726579 صوتا ورفض 193081 غير صالح. وفاز المؤتمر الوطني الأفريقي (ANC)، الذي أدرج أعضاء من الاتحاد كوساتو العمل والحزب الشيوعي في جنوب أفريقيا في لائحته، بأقل بقليل من أغلبية الثلثين. وبموجب الدستور المؤقت، شكل المؤتمر الوطني الأفريقي حكومة الوحدة الوطنية مع الحزب الوطني وحزب انكاثا للحرية، وطرفان آخران فازا بأكثر من عشرين مقعدا في الجمعية الوطنية.
تاريخ 27 أبريل هو اليوم عطلة رسمية في جنوب أفريقيا، «يوم الحرية».

## تفاصيل
انتخابات 27 أبريل 1994 أعد حزب المؤتمر الوطني الأفريقي حملة انتخابية فتح خلالها 100 مكاتب ووظف لهذه المهمة المستشار ستانلي غرينبرغ. قام غرينبرغ بادارة مؤسسة منتديات الشعب في جميع الاماكن التي كان يمكن لمانديلا أن يظهر فيها ويخطب في الفقراء في أنحاء الدولة واطرافها، وقد كان لمانديلا شخصية شعبية ومقامة مهمة بين السود في جنوب أفريقيا. وكانت حملة حزب المؤتمر قد قامت حول برنامج لإعادة الإعمار والتنمية لبناء مليون منزل في ضرف خمس سنوات، وإدراج التعليم المجاني الشامل وتوسيع نطاق الحصول على المياه والكهرباء. وكان شعار الحزب «حياة أفضل للجميع»، غير انه لم يوضح كيفية تمويل هذه المشاريع. وباستثناء صحيفتي «the Weekly Mail» و«the New Nation»، عارضت الصحافة في جنوب أفريقيا انتخاب مانديلا خوفا من استمرار النزاع العرقي ودعمت الحزب الوطني الديمقراطي بالمقابل. كرس مانديلا الكثير من الوقت لجمع التبرعات لحزب المؤتمر الوطني الأفريقي وهو يطوف أمريكا الشمالية وأوروبا وآسيا ساعيا ملاقاة المتبرعين الأثرياء ومن ضمنهم أنصار نظام الفصل العنصري. وحث أيضا بخفض سن الاقتراع من 18 إلى 14 سنة، لكن حزب المؤتمر الوطني الأفريقي رفض هذا وأصبحت هذه السياسة موضع سخرية  وحين ادرك مانديلا أن COSAG كانت معنية بتقويض الانتخابات، وخاصة في أعقاب معركة Bop ومذبحة Shell House - وحوادث عنف بين AWB وانكاثا، واحدة بعد أخرى - التقى بالساسة والجنرالات الأفريكان، بما في ذلك P.W. Botha وPik Botha وفيلجون كونستان، لإقناعهم بالعمل في إطار نظام ديمقراطي، وعمل دي كليرك لاقتناع انكاثا بوثيليزي لدخول الانتخابات بدلا من شن حرب انفصالية. وبعدها ظهر دي كليرك ومانديلا كقادة للحزبين الرئيسيين، في مناظرة على التلفزيون. ورغم اعتبار دي كليرك أحسن متكلم في هذا الحدث لدى الاغلبية من المشاهدين، كان عرض مانديلا يده لمصافحته مفاجئة له، مما دفع ببعض المعلقين لاعتبار ذلك انتصارا لمانديلا. سارت مجريات الانتخابات قدما رغم بعض أحداث العنف، ومنها مثلا السيارة المفخخة التي وضعتها AWB وأودت بحياة 20 شخصا. وأدلى مانديلا بصوته في Ohlange في مدرسة ثانوية في ديربان، وعلى الرغم من أنه انتخب رئيسا، إلا أنه قبل علنا بأن الانتخابات شابتها حالات التزوير والتخريب. فاز حزب المؤتمر الوطني الأفريقي أيضا في 7 محافظات من أصل 9، وفاز الحزب الوطني بواحدة وانكاثا بالأخرى. وبنيله 62٪ من الأصوات على المستوى الوطني، اقترب حزب المؤتمر الوطني الأفريقي كثيرًا من نسبة الثلثين التي تمنحه الأغلبية اللازمة لتغيير الدستور.

## النتائج
|  | الحزب                                                            | عدد المصوتين له | النسبة | عدد المقاعد |
|  | ---------------------------------------------------------------- | --------------- | ------ | ----------- |
|  | المؤتمر الوطني الأفريقي                                          | 12.237.655      | 62,65  | 252         |
|  | الحزب الوطني                                                     | 3.983.690       | 20,39  | 82          |
|  | Inkatha Freedom Party                                            | 2.058.294       | 10,54  | 43          |
|  | Freedom Front                                                    | 424.555         | 2,17   | 9           |
|  | Democratic Party                                                 | 338.426         | 1,73   | 7           |
|  | Pan Africanist Congress                                          | 243.478         | 1,25   | 5           |
|  | African Christian Democratic Party                               | 88.104          | 0,45   | 2           |
|  | Africa Muslim Party                                              | 34.466          | 0,18   |             |
|  | African Moderates Congress Party                                 | 27.690          | 0,14   |             |
|  | Dikwankwetla Party                                               | 19.451          | 0,10   |             |
|  | Federal Party                                                    | 17.663          | 0,09   |             |
|  | Minority Front                                                   | 13.433          | 0,07   |             |
|  | Sport Organisation for Collective Contributions and Equal Rights | 10.575          | 0,05   |             |
|  | African Democratic Movement                                      | 9.886           | 0,05   |             |
|  | Women's Rights Peace Party                                       | 6.434           | 0,03   |             |
|  | Ximoko Progressive Party                                         | 6.320           | 0,03   |             |
|  | Keep It Straight and Simple Party                                | 5.916           | 0,03   |             |
|  | Workers' List Party                                              | 4.169           | 0,02   |             |
|  | Luso-South African Party                                         | 3.293           | 0,02   |             |
|  | المجموع                                                          | 19.533.498      | 100,00 | 400         |